# Liste der Kantone im Département Tarn-et-Garonne
Das Département Tarn-et-Garonne liegt in der Region Okzitanien in Frankreich. Es untergliedert sich in zwei Arrondissements und hat 15 Wahlkreise (Kantone, französisch cantons).
Siehe auch: Liste der Gemeinden im Département Tarn-et-Garonne

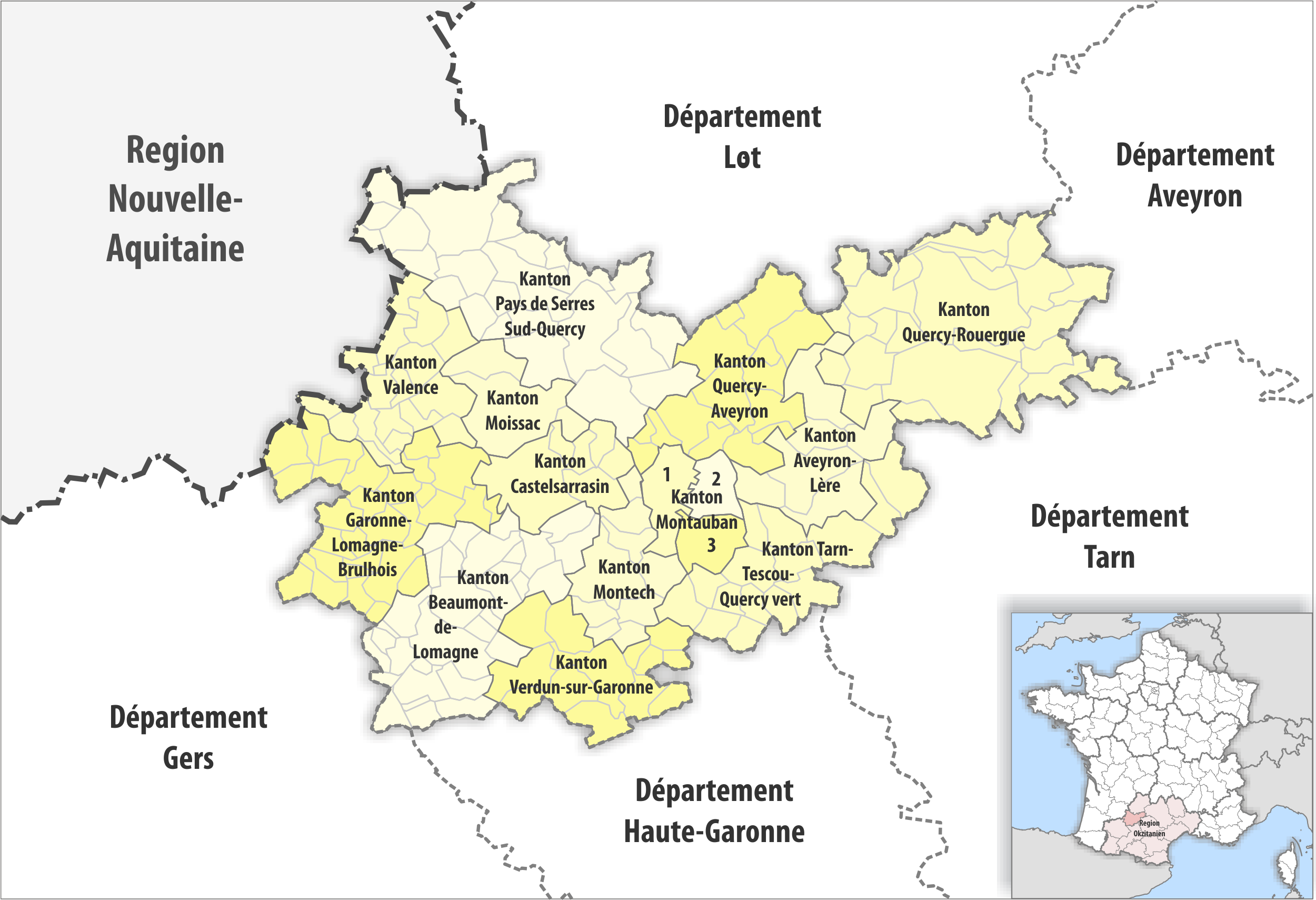
Gemeinden und Kantone im Département Tarn-et-Garonne

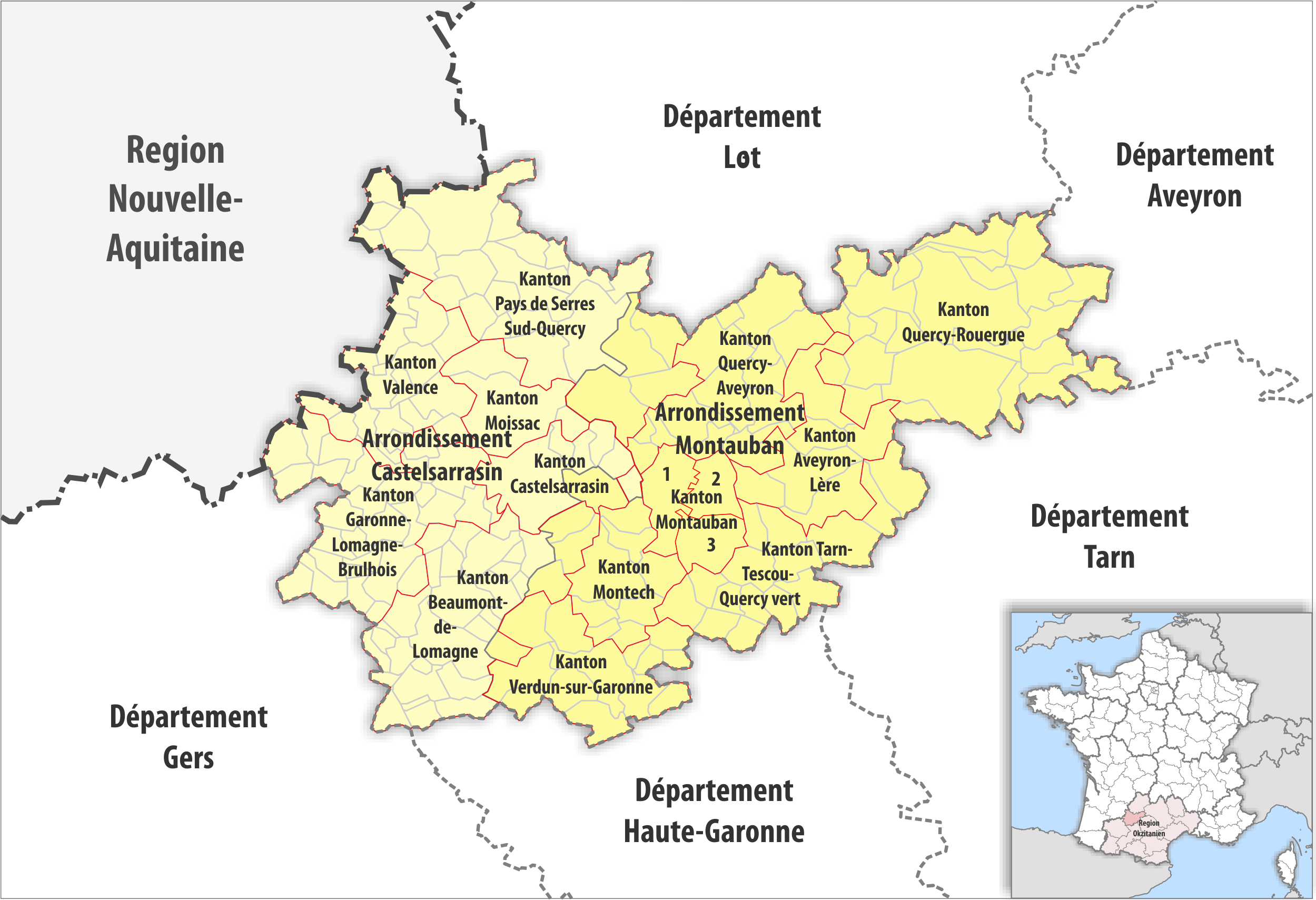
Gemeinden, Arrondissemente und Kantone im Département Tarn-et-Garonne

| Kanton                      | Gemeinden | Einwohner 1. Januar 2022 | Fläche km² | Dichte Einw./km² | Code INSEE | Arrondissement(e)         |
| --------------------------- | --------- | ------------------------ | ---------- | ---------------- | ---------- | ------------------------- |
| Aveyron-Lère                | 6         | 20.068                   | 200,18     | 100              | 8201       | Montauban                 |
| Beaumont-de-Lomagne         | 32        | 13.511                   | 386,01     | 35               | 8202       | Castelsarrasin, Montauban |
| Castelsarrasin              | 6         | 21.758                   | 145,17     | 150              | 8203       | Castelsarrasin, Montauban |
| Garonne-Lomagne-Brulhois    | 29        | 13.498                   | 367,47     | 37               | 8204       | Castelsarrasin            |
| Moissac                     | 3         | 14.944                   | 124,02     | 120              | 8205       | Castelsarrasin            |
| Montauban-1                 | 1⁄3       | 20.349                   | 53,81      | 378              | 8206       | Montauban                 |
| Montauban-2                 | 1⁄3       | 19.993                   | 36,78      | 544              | 8207       | Montauban                 |
| Montauban-3                 | 1⁄3       | 22.145                   | 44,58      | 497              | 8208       | Montauban                 |
| Montech                     | 9         | 22.058                   | 151,85     | 145              | 8209       | Castelsarrasin, Montauban |
| Pays de Serres Sud-Quercy   | 24        | 13.044                   | 568,17     | 23               | 8210       | Castelsarrasin, Montauban |
| Quercy-Aveyron              | 15        | 15.067                   | 290,85     | 52               | 8211       | Montauban                 |
| Quercy-Rouergue             | 25        | 13.855                   | 602,46     | 23               | 8212       | Montauban                 |
| Tarn-Tescou-Quercy vert     | 15        | 19.880                   | 281,74     | 71               | 8213       | Montauban                 |
| Valence                     | 17        | 13.537                   | 225,40     | 60               | 8214       | Castelsarrasin            |
| Verdun-sur-Garonne          | 13        | 21.217                   | 239,79     | 88               | 8215       | Montauban                 |
| Département Tarn-et-Garonne | 195       | 264.924                  | 3.718,28   | 71               | 82         | –                         |

## Liste ehemaliger Kantone
Bis zum Neuzuschnitt der französischen Kantone im März 2015 war das Département Tarn-et-Garonne wie folgt in 30 Kantone unterteilt:
| Arrondissement | Kantone |
| -------------- | --- |
| Castelsarrasin | Auvillar, Beaumont-de-Lomagne, Bourg-de-Visa, Castelsarrasin-1, Castelsarrasin-2, Lauzerte, Lavit, Moissac-1, Moissac-2, Montaigu-de-Quercy, Saint-Nicolas-de-la-Grave, Valence                                                                            |
| Montauban      | Caussade, Caylus, Grisolles, Lafrançaise, Molières, Monclar-de-Quercy, Montauban-1, Montauban-2, Montauban-3, Montauban-4, Montauban-5, Montauban-6, Montech, Montpezat-de-Quercy, Nègrepelisse, Saint-Antonin-Noble-Val, Verdun-sur-Garonne, Villebrumier |